# 圣莫里斯 (上马恩省)
圣莫里斯（法語：Saint-Maurice，法語發音：[sɛ̃ moʁis] ⓘ）是法国上马恩省的一个市镇，属于朗格勒区。

## 地理
圣莫里斯（47°50'44"N, 5°24'35"E）面积3.55 平方千米，位于法国大東部大區上马恩省，该省份为法国东北部内陆省份，北起马恩省和默兹省，西接奥布省，西南接科多尔省，东南接上索恩省，东临孚日省。
与圣莫里斯接壤的市镇（或旧市镇、城区）包括：沙特奈马什龙、沙特奈沃丹、勒塞、佩涅、马恩河畔圣瓦利耶。

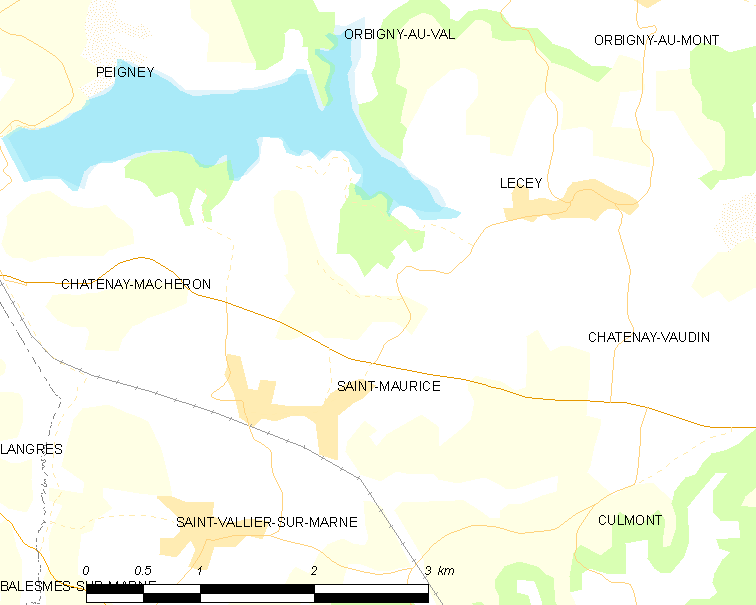
的OSM定位图

圣莫里斯的时区为UTC+01:00、UTC+02:00（夏令时）。

## 行政
圣莫里斯的邮政编码为52200，INSEE市镇编码为52453。

## 政治
圣莫里斯所属的省级选区为朗格勒县。

## 人口

1962-2008年间人口变化图示

圣莫里斯于2022年1月1日时的人口数量为127人。